# Moffly
株式会社Mofflyは、東京都渋谷区を拠点する日本の企業。SaaS型ライブコマースサービス「TAGsAPI」を提供している。2017年7月7日創業。読み方は「モフリ」。

## 概要
2017年7月、Google合同会社の社員だった藤次一嘉が、株式会社Mofflyを創業。「人類のより良い未来のために、発明または技術を革新し10年先の当たり前を創る」をミッションとし、2018年4月にはSaaS型ライブコマースツール「TAGsAPI」をリリース。2021年5月に、ヒト・コミュニケーションズ・ホールディングスが株式の51%を取得、子会社化される。

## 沿革
- 2017年7月7日 - 株式会社Moffly設立。
- 2018年2月18日 - ライブコマースマーケットプレイス「TAGfab」を提供開始。
- 2018年4月23日 - SaaS型ライブコマースサービス「TAGsAPI」を提供開始。
- 2019年8月15日 - 渋谷区神南に移転。
- 2021年5月27日 - ヒト・コミュニケーションズ・ホールディングスにより子会社化。

## 事業内容
自社ECサイトで、ライブ配信を通じて商品の接客・販売ができるクラウド型ライブコマース・サービス「TAGsAPI」を提供している。